# Hovedjagt
|  | Denne artikel omhandler jagt på mennesker. For headhuntning på arbejdsmarkedet, se rekruttering |
Hovedjagt beskriver jagt på mennesker, hvor målet er at beholde offerets hoved. Historisk er fænomenet set i store dele af verden. I forbindelse med den europæiske kolonisering af Amerika og Asien i 1800-tallet blev fænomenet beskrevet hos Dajakerne i Borneo og hos Jivaroerne omkring Titicaca-søen. Fra sidstnævnte modtog Nationalmuseet i 1936 et konserveret menneskehoved..